# Nicolae Ionescu
Nicolae Ionescu, né en 1820 à Bradu et mort dans le même village de Moldavie le 24 janvier 1905, est un homme politique, ministre, journaliste, éditeur et académicien roumain. 
Nicolae Ionescu étudie à l'Académie Mihăileană de Iași. Ensuite il part en France étudier le droit à la faculté de Droit de Paris. Il y rejoint la "Société des étudiants roumains" dans la capitale française et participa à diverses actions en faveur de la culture roumaine, entre autres, d'être l'éditeur du magazine Étoile du Danube, qui était publié à Bruxelles. 
En février 1848, ont pris part à la Révolution de 1848 à Paris. 
De retour en Roumanie, il participa également à la Révolution roumaine de 1848. Il s'impliqua en politique, en participant à la Grande Assemblée nationale de Blaj de 1848. Il a participé à l'activité révolutionnaire du Comité de Tchernivtsi.
Pendant sept ans de 1860 à 1867, il fut rédacteur en chef du magazine roumain Tribuna. 
Nicolae Ionescu devint par la suite sénateur, député et ministre des Affaires étrangères de Roumanie.
Il fut un des membres fondateurs de l'Académie roumaine dont il fut vice-président de 1889 à 1892.